# Lichinga
Lichinga (dawniej Vila Cabral) – miasto w północno-zachodnim Mozambiku, na wyżynie Lichinga, ośrodek administracyjny prowincji Niasa. Według spisu z 2017 roku liczy 242,2 tys. mieszkańców. 